# Municipio de Ensign (Míchigan)
El municipio de Ensign (en inglés: Ensign Township) es un municipio ubicado en el condado de Delta en el estado estadounidense de Míchigan. En el año 2010 tenía una población de 748 habitantes y una densidad poblacional de 4,39 personas por km².

## Geografía
El municipio de Ensign se encuentra ubicado en las coordenadas 45°52′21″N 86°52′10″O / 45.87250, -86.86944. Según la Oficina del Censo de los Estados Unidos, el municipio tiene una superficie total de 170.42 km², de la cual 152,7 km² corresponden a tierra firme y (10,39 %) 17,71 km² es agua.

## Demografía
Según el censo de 2010, había 748 personas residiendo en el municipio de Ensign. La densidad de población era de 4,39 hab./km². De los 748 habitantes, el municipio de Ensign estaba compuesto por el 95,99 % blancos, el 1,07 % eran amerindios y el 2,94 % eran de una mezcla de razas. Del total de la población el 0,53 % eran hispanos o latinos de cualquier raza.